# Chanh vàng Ponderosa
Chanh vàng Ponderosa (tên khoa học: Citrus x pyriformis) là một giống chanh lai giữa bưởi (Citrus maxima) (hoặc có thể là chanh vàng (Citrus limon)) và thanh yên (Citrus medica). Loài này thường bị nhầm lẫn với giống bưởi chanh "Yuma Ponderosa", cũng là một dạng quả lai. Mãi đến năm 1900, giống chanh vàng Ponderosa này mới được đặt tên và được giới thiệu rộng rãi.

## Mô tả
Chanh vàng Ponderosa phát triển chậm, nhưng có thể cao đến 7 mét khi trưởng thành. Tán tròn, cành dày, nhiều gai. Lá thuôn dài, hình elip, màu xanh bóng. Hoa có màu tím nhạt, sai trái quanh năm. Vỏ quả rất dày, hơi nhăm nhúm nhưng rất láng mịn, có màu xanh khi còn non và chuyển sang vàng tươi khi chín. Quả có kích thước trung bình, hình bầu dục, có vị chua và nhiều hạt.
Chanh vàng Ponderosa chịu lạnh kém hơn nhiều so với như những giống chanh khác.

## Sử dụng

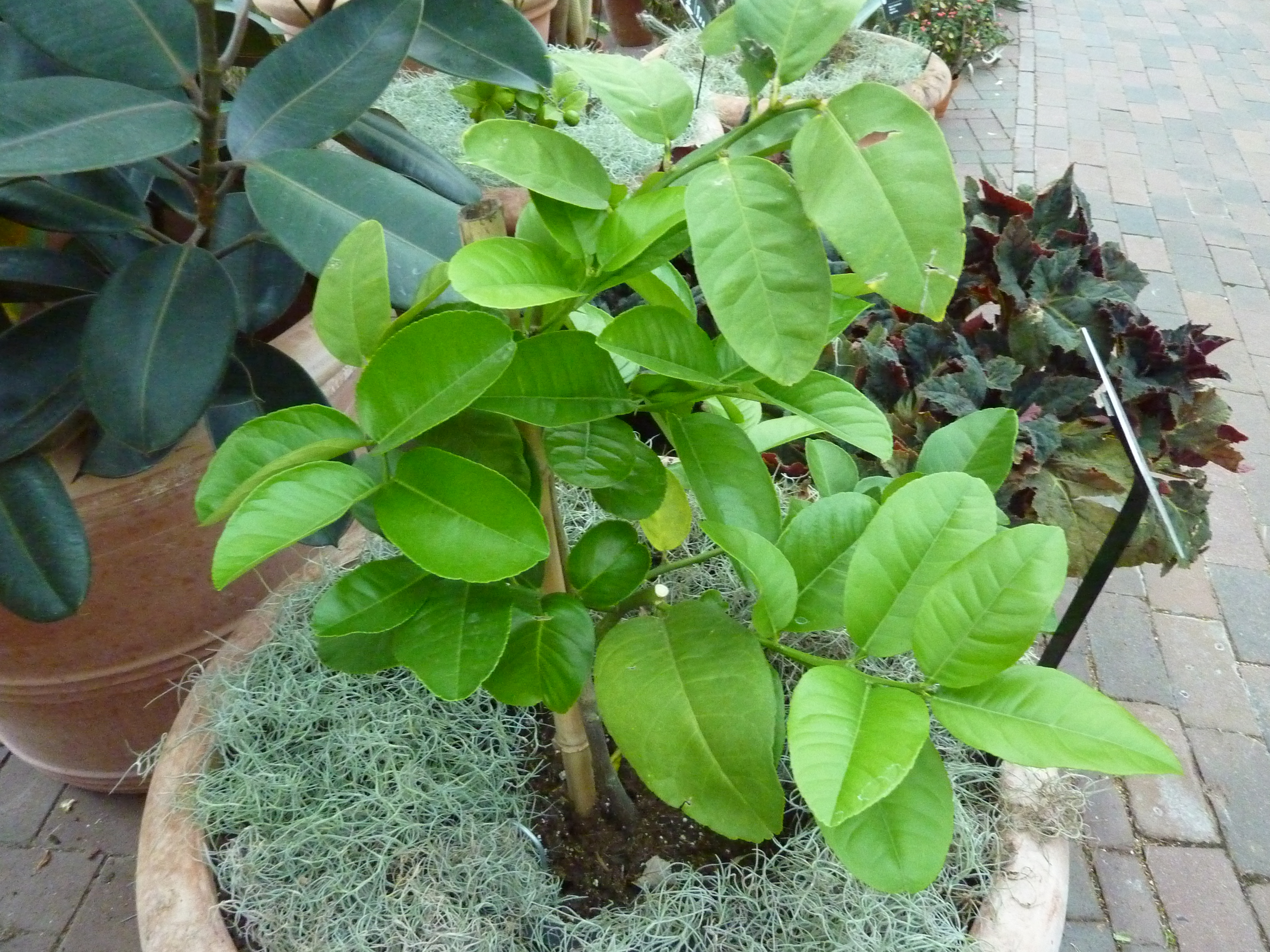
Một cây chanh vàng Ponderosa